# Corps psychique
Corps psychique  est un terme attribué aux rosicruciens dans les annales de Trévoux (1721). Les ésotéristes emploient ce terme  pour désigner le corps intermédiaire entre le corps physique et la partie spirituelle de l'être humain, que certains appellent Âme et que d'autres appellent Esprit. 

## Étymologie
Étymologiquement, "psychique" vient du verbe grec psuchein qui signifie souffler. En ésotérisme, l'expression corps psychique est souvent synonyme de corps astral, mais parfois aussi de corps vital.
Psychique vient du grec psykhikós et signifie âme, cela définit les capacités intellectuelles et morales de l'humain.

## Qu'est-ce que le corps psychique?
Selon certaines personnes, il existerait plusieurs catégories de corps pour un individu : les corps physiques, les corps psychiques ou spirituels et les corps énergétiques. Les corps physiques sont composés du corps éthérique et du corps physique ; les corps psychiques sont composés des corps atmique, bouddique et causal ; et les corps énergétiques sont composés du corps astral et du mental concret.[réf. souhaitée]
Le corps psychique, c’est celui qui régit nos sentiments, nos sensations, nos comportements, nos humeurs. C’est celui qui fixe notre ego. Le corps psychique n’est pas visible. C’est à travers le corps physique que se manifeste notre corps psychique.